# Grayia ornata
Espèce
Synonymes
- Macrophis ornatus Bocage, 1866

Grayia ornata est une espèce de serpents de la famille des Colubridae.

## Répartition
Cette espèce se rencontre en Angola, au Cameroun, au Gabon, en Guinée équatoriale, en République centrafricaine, en République du Congo, en République démocratique du Congo (à l'exception de l'ouest du pays) et en Zambie. 

## Publications originales
- Bocage, 1866 : Lista dos reptis das possessões portuguezas d'Africa occidental que existem no Museu Lisboa. Jornal de sciencias mathematicas, physicas e naturaes, vol. 1, p. 37-56 (texte intégral).
- Bocage, 1866 : Reptiles nouveaux ou peu connus recueillis dans les possessions portugaises de l'Afrique occidentale, qui se trouvent au Muséum de Lisbonne, Jornal de sciencias mathematicas, physicas e naturaes, vol. 1, p. 57-78 (texte intégral).